# Новая Атлантида (государство)
Новая Атлантида (англ. New Atlantis) — виртуальное государство, основанное в 1964 году американским писателем Лестером Хемингуэем, младшим братом Эрнеста Хемингуэя. Прекратило существование в 1966 году в результате тропического шторма.

## История
В 1964 году Хемингуэй построил небольшой плот и отбуксировал его на расстояние 6 миль (9,7 км) от побережья Ямайки, недалеко от общины Блуфилдс. Плот в основном состоял из бамбука, стали, железных труб и камней. Общая площадь судна составляла 22 квадратных метра.
4 июля 1964 года Хемингуэй официально провозгласил себя президентом Республики Новая Атлантида, отправив в правительство США письмо с просьбой о признаний нового государства, однако был проигнорирован. Хемингуэй утверждал, что его плот технически являлся островом, и обосновал  суверенитет Новой Атлантиды на Законе об островах Гуано 1856 года. Он также заявлял о том, что незанятая половина его плота является территорией Соединенных Штатов, в то время как другая половина судна принадлежала Новой Атлантиде.
Согласно официальным данным на 1965 год, в Новой Атлантиде насчитывалось шесть жителей, включая самого Лестера, его супругу Дорис и двух их дочерей — Энн (7 лет) и Хилари (3 года). Вскоре к ним присоединились специалист по связям с общественностью Эдвард К. Мосс и его ассистентка Джулия Челлини.
Главой государства единогласным решением жителей был избран Хемингуэй. Его избрание получило весьма широкое освещение в прессе и попало на первые полосы газет соседней Ямайки.
Заявленной целью Хемингуэя было экспериментирование с демократией и исследование морской флоры и фауны Карибского моря.

## Конституция
Конституция Новой Атлантиды была написана лично Хемингуэем на печатной машинке и практически полностью копировала конституцию США за исключением некоторых положений.

## Экономика
В начале существования государства его бюджет в основном состоял из денег, получаемых Хемингуэем за опубликованную в 1961 году биографическую книгу «Мой брат, Эрнест Хемингуэй». Затем Лестер напечатал партию из нескольких почтовых марок, планируя вступить в ВПС, однако организация отказалась признавать независимость Новой Атлантиды. Хемингуэй позже отправил по почте марку с изображением Линдона Джонсона в Белый дом и потребовал международного признания.
В ответном письме из Госдепартамента США к нему обратились как к «исполняющему обязанности президента». Он также намеревался чеканить собственные монеты, писать книги и сценарии, а также развивать туризм.

## Государственное устройство и дальнейшая история
Новая Атлантида являлась по форме правления президентской республикой. Официальной валютой страны был скрупл. Государственный флаг страны, сшитый супругой Хемингуэя Дорис, представлял собой изображение плота на синем фоне. После того, как Новая Атлантида была уничтожена в результате тропического шторма в 1966 году, флаг был передан в экспозицию Центра Гарри Рэнсома.